# Харрис-Мур, Колтон
Ко́лтон Ха́ррис-Мур (англ. Colton Harris-Moore; род. 22 марта 1991, Камано, Вашингтон) — американский вор и взломщик, скрывавшийся в период с апреля 2008 до июля 2010 года от правоохранительных органов. Ко времени ареста и заключения под стражу приобрёл широкую известность благодаря сообщениям американских СМИ, прозвавших Харриса-Мура «Босоногим бандитом». Имеет большое количество поклонников среди пользователей социальных сетей в Интернете.

## Биография
Харрис-Мур родился и вырос на острове Камано недалеко от Сиэтла. Через два года после его рождения родители Колтона, жившие в незарегистрированном браке, разошлись, и Колтон далее воспитывался пьющей матерью в одиночку. Второй, на этот раз законный, муж матери Колтона скончался от злоупотребления наркотиками, когда Колтону было семь лет. Уже ранее Колтон считался трудновоспитываемым ребёнком, а в семь лет он впервые сбежал из дома и в течение нескольких дней скитался в лесах, добывая себе средства на пропитание мелкими кражами из соседских домов, магазинов и школ.
В 2003 году, незадолго до своего двенадцатого дня рождения, Харрис-Мур сразу несколько раз в течение считанных недель попадал под арест за кражи, а также приговаривался судом к денежным штрафам и общественно полезным работам. Два года спустя он был арестован за попытку взлома библиотеки, а в 2006 году подозревался в краже кредитной карты и снятии с неё наличности в размере 3700 долларов. Когда над ним нависла угроза очередного ареста, Харрис-Мур скрылся в лесу и в течение нескольких месяцев жил там, добывая средства путём краж со взломом из домов и автомобилей. В конце концов, полиции удалось задержать Колтона с поличным, когда он 9 февраля 2007 года в очередной раз пытался ограбить частный дом. Суд приговорил его к трём годам лишения свободы. Первый год заключения Колтон провёл в тюрьме общего режима, но в начале 2008 года был за хорошее поведение переведён в менее охраняемое исправительное учреждение для малолетних преступников на острове Камано. Оттуда ему удалось сбежать 29 апреля 2008 года, разбив окно в спальне.
Несмотря на широкомасштабную разыскную кампанию, организованную местной полицией, Колтона так и не удалось поймать за время его пребывания на острове, хотя совершаемые им кражи, грабежи и угоны (которые, по-видимому, были не самоцелью, а средством к существованию и к передвижению) стали практически повседневным явлением — так, на Камано в течение месяца после его побега было заявлено о более чем 40 приписываемых Колтону кражах со взломом. Значительную часть преступлений Харриса-Мура составляли угоны частных транспортных средств — по большей части велосипедов и автомобилей, но порой даже катеров или легкомоторных самолётов. При этом угнанные машины Харрис-Мур употреблял исключительно для личного передвижения — это позволяло ему легко менять место пребывания и совершать преступления (в основном, как и прежде, кражи со взломом) в тех местах, где о нём ещё не было известно.
За все месяцы нахождения на свободе Харрис-Мур, предположительно, совершал кражи не только в своём родном штате Вашингтон, но и за его пределами, в том числе в штатах Айдахо, Иллинойс и Южная Дакота, а также вблизи границы с Канадой и на приграничной канадской территории. Жил в основном в лесах, периодически проникая в чужие дома, иногда только для того, чтобы добыть еду, искупаться в ванной или поиграть на компьютере. Летом 2008 года в очередной раз вломившемуся в магазин Колтону едва удалось уйти от полиции, при этом он скрылся босиком, оставив после себя отпечаток ступни. С тех пор прижилось прозвище «Босоногий бандит» (англ. Barefoot Bandit), которым Колтона окрестили освещавшие разыскную кампанию средства массовой информации.
После того как Колтон 12 ноября 2008 года угнал в штате Вашингтон легкомоторный частный самолёт Cessna 182 и ухитрился пролететь на нём несколько сотен километров до Якимы — при этом посадка оказалась настолько жёсткой, что машина была фактически разбита, хотя сам Колтон серьёзно не пострадал и сумел скрыться до прибытия полиции — он был объявлен в федеральный розыск как в США, так и в Канаде, что, впрочем, не помешало ему успешно скрываться от преследования ещё более полутора лет и между прочим угнать ещё несколько самолётов. При этом примечательно, что практикой пилотирования Колтон до этого не обладал, а имел в этой области лишь теоретические знания, почерпнутые, вероятно, из компьютерных видеоигр или из раздобытых в интернете инструкций.
В июне 2010 года Харрису-Муру удалось добраться на очередном угнанном самолёте до Багамских Островов. После того как местной полицией в прибрежных водах островов Абако была обнаружена сильно повреждённая Cessna, а в окрестностях участились случаи ограбления домов, Харрис-Мур был объявлен в розыск и на Багамах. 11 июля Харрис-Мур угнал на острове Эльютера моторную лодку, на которой он, как утверждал позднее, хотел бежать на Кубу или на острова Теркс и Кайкос. Полиции удалось выйти на его след, и Колтон после погони, в ходе которой полицейские подбили катер, был арестован и передан агентам ФБР, а впоследствии экстрадирован в США.
Общий материальный ущерб, причинённый Харрис-Муром в результате более сотни совершённых им краж и угонов, оценивается примерно в 1,4 миллиона долларов. Колтон полностью сознался в содеянном. В декабре 2011 года суд приговорил его к семи с половиной годам лишения свободы. 28 сентября 2016 Колтон Харрис-Мур был досрочно освобождён из тюрьмы.

## Последствия
После своего побега из тюрьмы в 2008 году Колтон благодаря репортажам американских СМИ постепенно приобрёл известность по всей Северной Америке. При этом большое количество обывателей ему симпатизировало, приняв близко к сердцу молодость Колтона, его трудное детство, а также его авантюризм и увёртливость, позволявшую скрываться от правоохранительных органов даже после объявления в федеральный розыск. Для наиболее впечатлительных, в основном молодых пользователей Интернета Колтон Харрис-Мур ещё до ареста превратился в своего рода идола, о чём свидетельствует множество страниц, заведённых на его имя в социальных сетях (так, в одной только сети Facebook Харрис-Мур по состоянию на июль 2010 набрал более 85 000 сторонников). Обычно поклонники Харриса-Мура считают его, несмотря на совершённые преступления, невиновным, переживают за него и требуют его освобождения из-под стражи. Многие страницы Харриса-Мура в социальных сетях используют его фотографии, которые Колтон сам же отснял в июле 2008 года на украденную цифровую фотокамеру, впоследствии найденную полицией. Также в Интернете существует фан-клуб Колтона Харриса-Мура.
В августе 2011 года стало известно, что Харрис-Мур продал кинокомпании 20th Century Fox права на экранизацию своих похождений. Автором сценария будет, предположительно, Дастин Лэнс Блэк, а сумма контракта составила свыше 1 миллиона долларов; при этом Харрис-Мур обязался выплатить всю полученную сумму в счёт погашения долга перед потерпевшими.